# 磯辺裕太
磯辺 裕太（いそべ ゆうた、1995年2月27日 - ）は、日本の元ラグビー選手。

## プロフィール
- 愛知県出身[1]。
- ポジションはナンバーエイト(No8)、フランカー(FL)。
- 身長 174cm、体重 92kg
- ニックネームはべいそ。

## 略歴
中学1年生からラグビーを始めた。
2013年、西陵高校卒業後、東海大学に入学する。
2016年、東海大学体育会ラグビーフットボール部の主将に就任した。
2017年、東海大学卒業後、豊田自動織機シャトルズ(現・豊田自動織機シャトルズ愛知)に加入。同年12月16日に行われたジャパンラグビートップリーグ第12節のNTTドコモレッドハリケーンズ戦にて先発出場で公式戦初出場を果たす。
2022年、現役を引退した。